# Sleeper (Keith-Jarrett-Album)
Sleeper (Tokyo April 16 1979) ist ein Jazzalbum des US-amerikanischen Pianisten Keith Jarrett, das er gemeinsam mit dem norwegischen Saxophonisten Jan Garbarek, dem schwedischen Bassisten Palle Danielsson und dem norwegischen Schlagzeuger Jon Christensen aufgenommen hat. Das Ensemble ist auch als Keith Jarretts Europäisches Quartett bzw. Belonging Quartett bekannt. Das Album wurde am 16. April 1979 in Tokio im Hotel Nakano Sun Plaza aufgenommen. Die Veröffentlichung durch ECM Records erfolgte erst 33 Jahre später am 13. Juli 2012. Hierauf spielt der Titel des Albums an.

## Das Album
Insgesamt hat das Album sieben Titel, verteilt auf zwei CDs, mit einer Gesamtspiellänge von 106 Minuten und 53 Sekunden. Bei allen sieben Titeln des Albums (Personal Mountains, Innocence, So Tender, Oasis, Chant Of The Soil, Prism und New Dance) handelt es sich um Improvisationen über Kompositionen von Keith Jarrett, die dieser für das Europäische Quartett komponiert hat. Zwei der Titel – Prism und So Tender – werden in späteren Jahren auch von Keith Jarretts Standards Trio interpretiert.

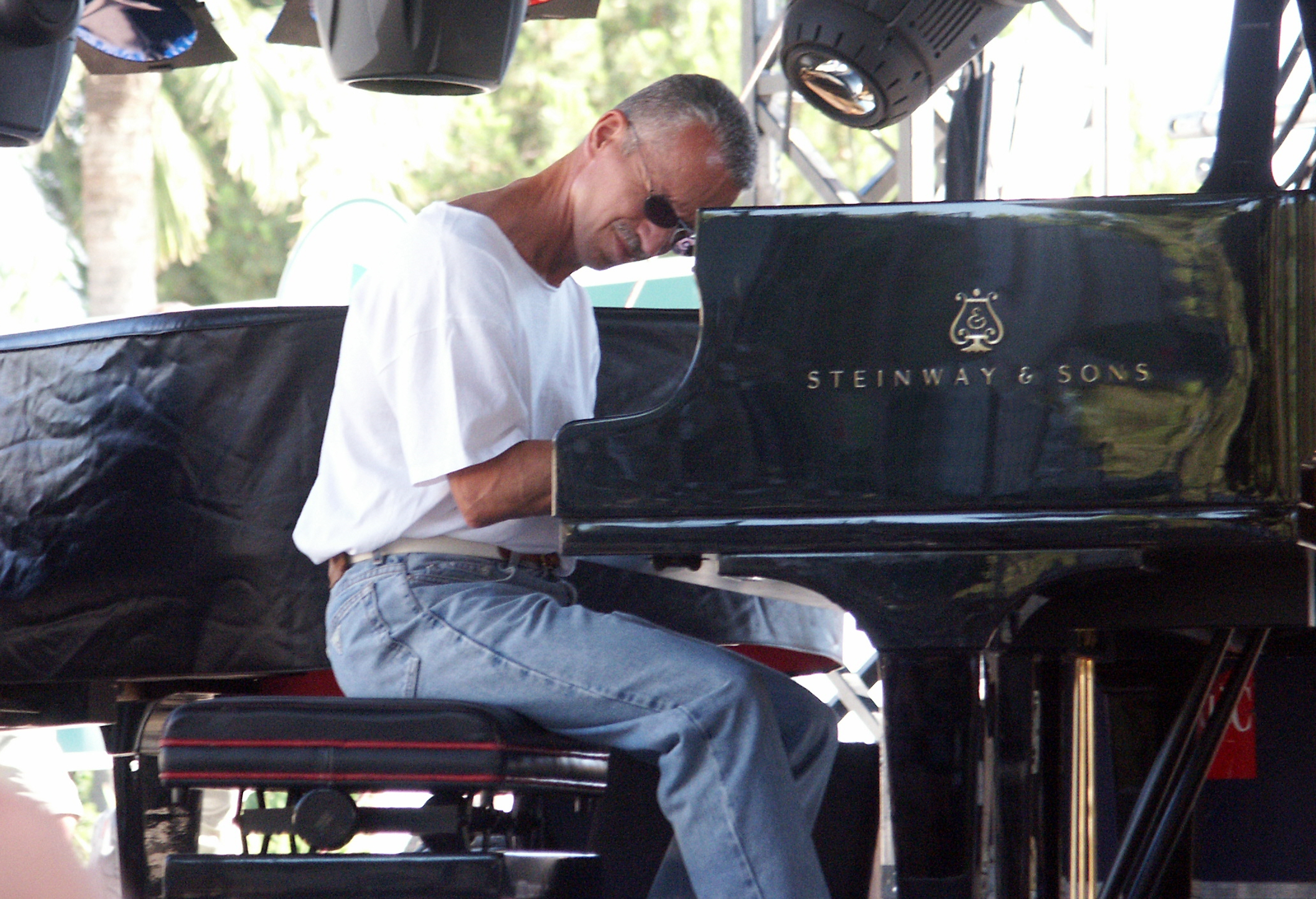
Keith Jarrett (2003)

Ulrich Olshausen hat in seiner Besprechung für das Feuilleton der Frankfurter Allgemeinen Zeitung eine sehr anschauliche Beschreibung der einzelnen Titel des Albums geliefert: „Das erste Stück, ‚Personal Mountains‘, einundzwanzig Minuten lang ..., mag zunächst für vieles, wenn auch nicht alles stehen, was den Kosmos dieser Künstler ausmacht. Das kantig schöne Thema mit seinem gebrochenen Rock-Rhythmus wird gleich in eine ziemlich wilde Klavierimprovisation überführt, die genialisch mit den harmonischen, aber auch melodischen Vorgaben des komponierten Teils umgeht. Das Solo strotzt vor Energie, Einfällen und technischer Brillanz. Aber fast noch berückender, wahnsinniger und ungewöhnlicher ist das, was Jarrett unter dem dann folgenden Solo von Garbarek macht: Er füttert nämlich den Solisten unablässig mit weiteren Substanzen des Themas und schafft damit eine unglaublich ‚logische‘ Dichte dieses Gesamtkunstwerks aus Planung und Improvisation. ... Später lässt er Garbarek dann allein, und man kann sich voll auf diesen Ton des Tenorsaxophons einstellen, in dem so wundervoll Sinnlichkeit, Jubel und Schmerz ihre Tiefendimensionen demonstrieren. Machtvoll setzt sich danach die Rhythmus-Fraktion Bass-Schlagzeug mit ihrem komplex synkopischen, gleichwohl driveintensiven Duett in Szene, und für die letzten sieben Minuten geht das Stück in einen sanften langsamen Walzer über, in dem Poesie, lange Töne und feines Girlandenspiel eine ganz neue Herrschaft errichten. Im weiteren Verlauf dieses phänomenal gestaltenreichen Kunstwerks erleben wir ‚Innocence‘, das in seiner lieblichen Sanglichkeit und nicht zuletzt durch den jenseitigen Ton von Garbareks Sopransaxophon eine Art surrealistischer Choralbearbeitung sein könnte. Oder ‚So Tender‘, in dessen ekstatischem Aufbau Garbarek bis zu Coltranes ‚sheets of sound‘ als höchstem Ausdrucksmittel vorstößt. ... Das fast eine halbe Stunde währende ‚Oasis‘ ist wieder eine ganz andere Welt. Außer Palle Danielsson spielen hier alle auch folkloristische Perkussionsinstrumente, vorzugsweise kleine Trommeln, Garbarek dazu noch eine kleine Flöte und später seine beiden Saxophone. Ein Wunderwerk atmosphärischer Entwicklungen, afrikanischer Mystik und Polyrhythmik ist dieses erzählintensive Märchen ohne Worte, auf Wanderschaft zwischen Kontemplation und körperlicher Bewegungslust. Als Zugabe spielte das Quartett im Tokioter Hotel das Stück ... ‚New Dance‘, das Jarrett in einem Gespräch mal mit ‚Vitalität und Liebe zum Leben‘ charakterisierte.“ 

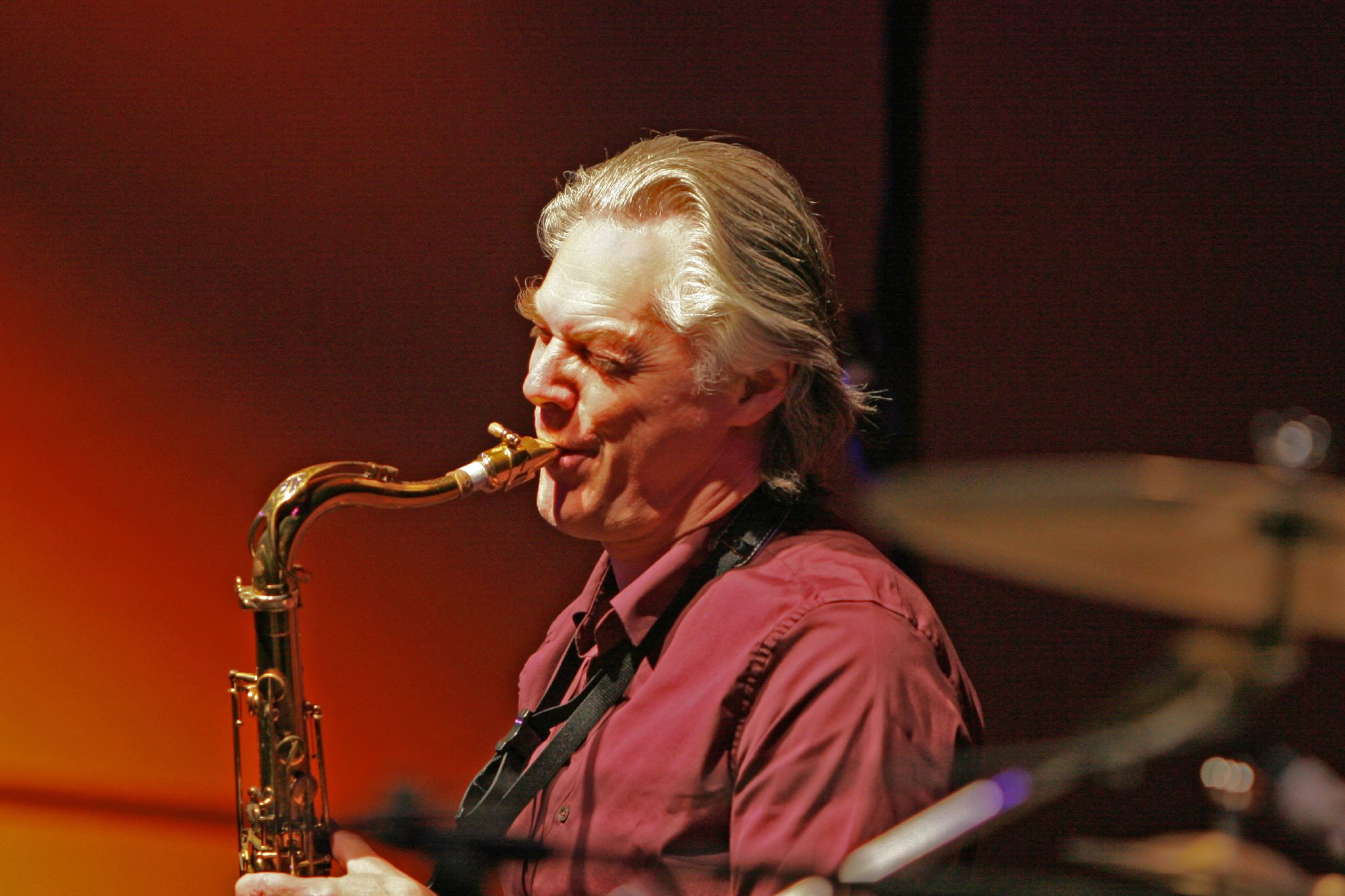
Jan Garbarek (2007)

Unerwähnt lässt Ulrich Olshausen die Titel Chant of the Soil und Prism. Genau diese beiden Titel haben es Phil Johnson von The Independent angetan. Er schreibt: „Alle sieben Tracks sind interessant, aber So Tender und Chant of the Soil sind wunderbar: .. Traummusik von unglaublichem Drive, Empfindsamkeit und, ja, Funk.“ Auch Susanne Westerholt ist im Online Musik Magazin von Album und den Musikern begeistert, wenn sie schreibt: „Jarretts Ensemble hätte eigentlich auch ‚Northern European Quartet‘ heissen können, denn seine Musiker waren allesamt aus Skandinavien. Obwohl es nur wenige Jahre existierte, gilt es als eines der einflussreichsten Ensembles in Bezug auf den zeitgenössischen Jazz. Die herausragende Person dieses Quartetts war, aus europäischer Sicht, ganz klar Jan Garbarek. Voller Energie, Spielwitz und Improvisationsfreude treibt Garbarek in diesem Konzert das Quartett mit seinem vibrierenden Saxophonspiel stets aufs Neue an und gibt beispielsweise durch unerwartete rhythmische und melodische Wendungen neue Impulse in den Spielverlauf, etwa im Stück Chant of the Soil, in dem er mit seinen Trillern eine flirrende, schwebende akustische Atmosphäre zu erzeugen vermag. Die Ideen scheinen förmlich aus ihm herauszusprudeln. Jarretts Kompositionen scheinen für Garbarek wie massgeschneidert; sie sind voller lyrischer Passagen und lassen genügend Raum für Improvisationen. Wem Garbarek eher aus seiner späteren Zeit mit seinen sphärischen, kontemplativen Klangbildern vertraut ist, lernt den Saxophonisten hier von einer ganz anderen Seite kennen: als wagemutig, beinahe draufgängerisch. Garbareks spätere Affinität zum Lyrischen kommt hingegen bereits in diesem Konzert deutlich zum Vorschein.

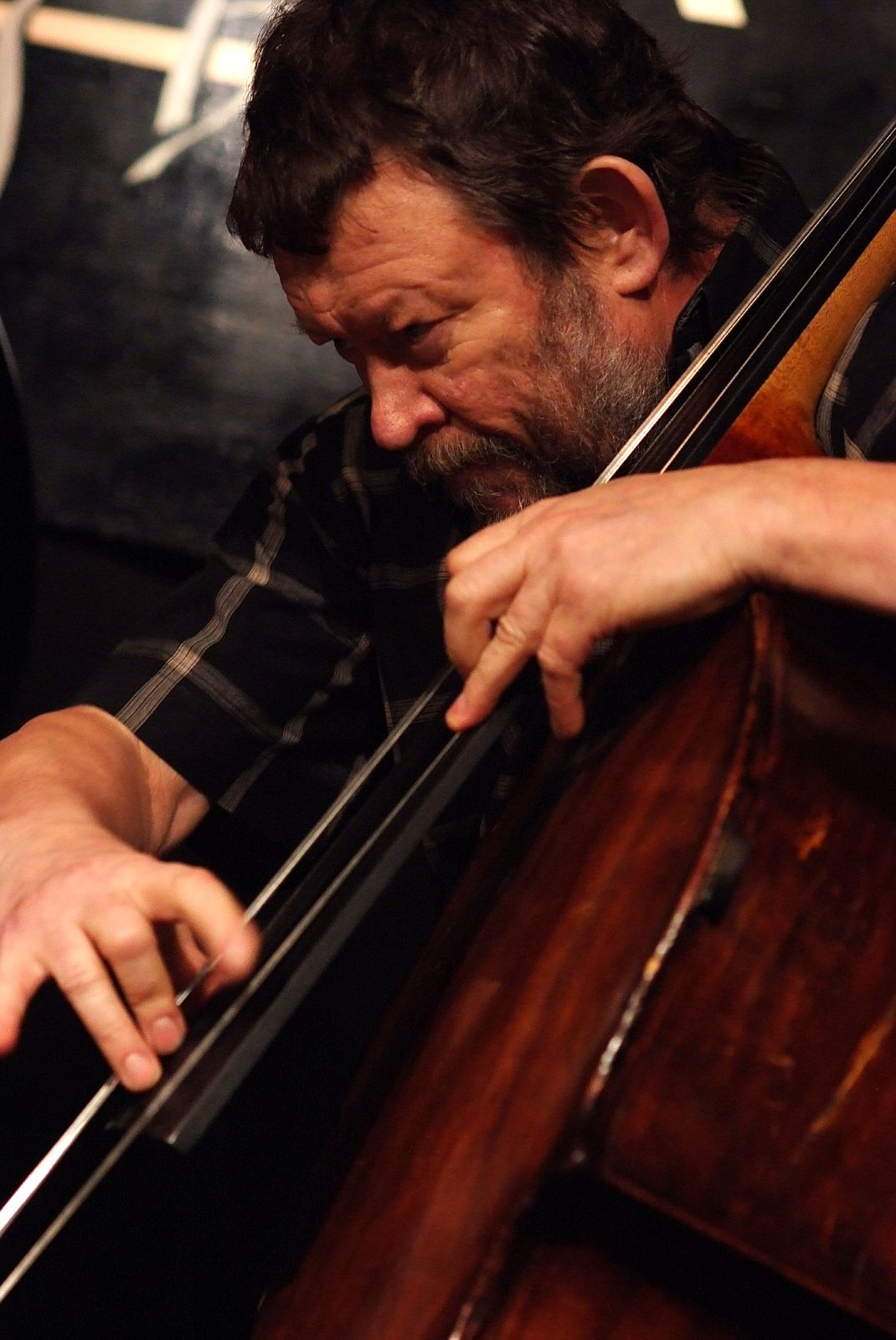
Palle Danielsson (2008)

Das oft zitierte gute Einvernehmen zwischen Garbarek und Jarrett ist auch in diesem Konzert hörbar. Als Band-Leader versteht Keith Jarrett die Balance zu halten zwischen dem Führen des Ensembles und dem Zurücktreten, um den Mitspielern Raum zu lassen und sich von ihnen inspirieren lassen. Das Stück Personal Mountains ... zeigt die für Jarrett typische musikalische Textur: ein Spiel mit wechselnden Harmonien, die sich kaskadenartig als Wiederholungen kleinster melodischer und rhythmischer Motive zu Spannungen aufbauen, sich im nächsten Augenblick harmonisch auflösen, um unmittelbar im Anschluss eine neue harmonische Spannungskaskade zu bilden. Mit der originellen musikalischen Textur und seiner technischen Brillanz erzeugt Jarrett eine spritzige, energiegeladene Atmosphäre.
Mit Palle Danielsson am Kontrabass und dem Schlagzeuger und Perkussionist Jon Christensen komplettieren zwei hochkarätige Musiker das Quartett. Danielsson spielte später mit den ganz Grossen des Jazz, etwa mit Bill Evans, Michel Petrucciani oder Albert Mangelsdorff, und Christensen mit Jazzgrössen wie Rainer Brüninghaus oder Thomasz Stanko. Beide Musiker treten im Quartett zwar nicht in der Prominenz hervor wie etwa Garbarek. Dennoch: sie tragen wesentlich zum klanglichen Amalgam bei, welches das Besondere dieses Quartetts und dieses Konzerts ausmacht.“

Zu seiner Zusammenarbeit mit Garbarek, Danielson und Christensen äußerte Keith Jarrett sich selbst in den 1970er Jahren wie folgt: „Ich selbst, als so genannter Leader, wünsche mir sehr, sehr oft mit den anderen drei Musikern zu verschmelzen und die Konstellation (der Belonging-Band) erlaubt mir das, weil hier niemand gegen den anderen ankämpft. Jeder versucht einfach nur, die ganze Sache transparent und klar zu machen und sich wohl zu fühlen.“ Und auch Jan Garbarek hat sich in den Linernotes zu seinen Selected Recordings (ECM, 2002) zur Zusammenarbeit mit Jarrett und dem Europäischen Quartett geäußert: „Es war eine äußerst wichtige Zeit für mich, da ich als junger und relativ unerfahrener Musiker so eng mit jemandem zusammenarbeiten konnte, der musikalisch so fortgeschritten war wie Keith. Ich habe davon unglaublich profitiert. Sein Anschlag, seine Akkordprogressionen, der stets präsente Rhythmus, die überraschenden melodischen Wendungen, die Fähigkeit, sein Klavier in solch einer einzigartigen Weise singen zu lassen... Komplexität und Einfachheit sowie Abstraktion und Natürlichkeit gingen bei ihm Hand in Hand...Ich musste damals aufpassen, dass ich nicht in Ehrfurcht vor ihm erstarrte. Manchmal wollte ich mich gar nicht in die Dinge einmischen, die Keith, Palle und Jon spielten. Mir machte es einfach unglaublich viel Freude, ihnen zuzuhören! Doch da gibt es eine Sache, die sich ganz besonders in mein Gedächtnis eingegraben hat: das war die Art, wie wir Melodien unisono spielten. Tatsächlich fühlte ich mich vollkommen in Einklang mit der Art, wie Keith generell Musik machte... es war, als ob ich dazugehörte...“

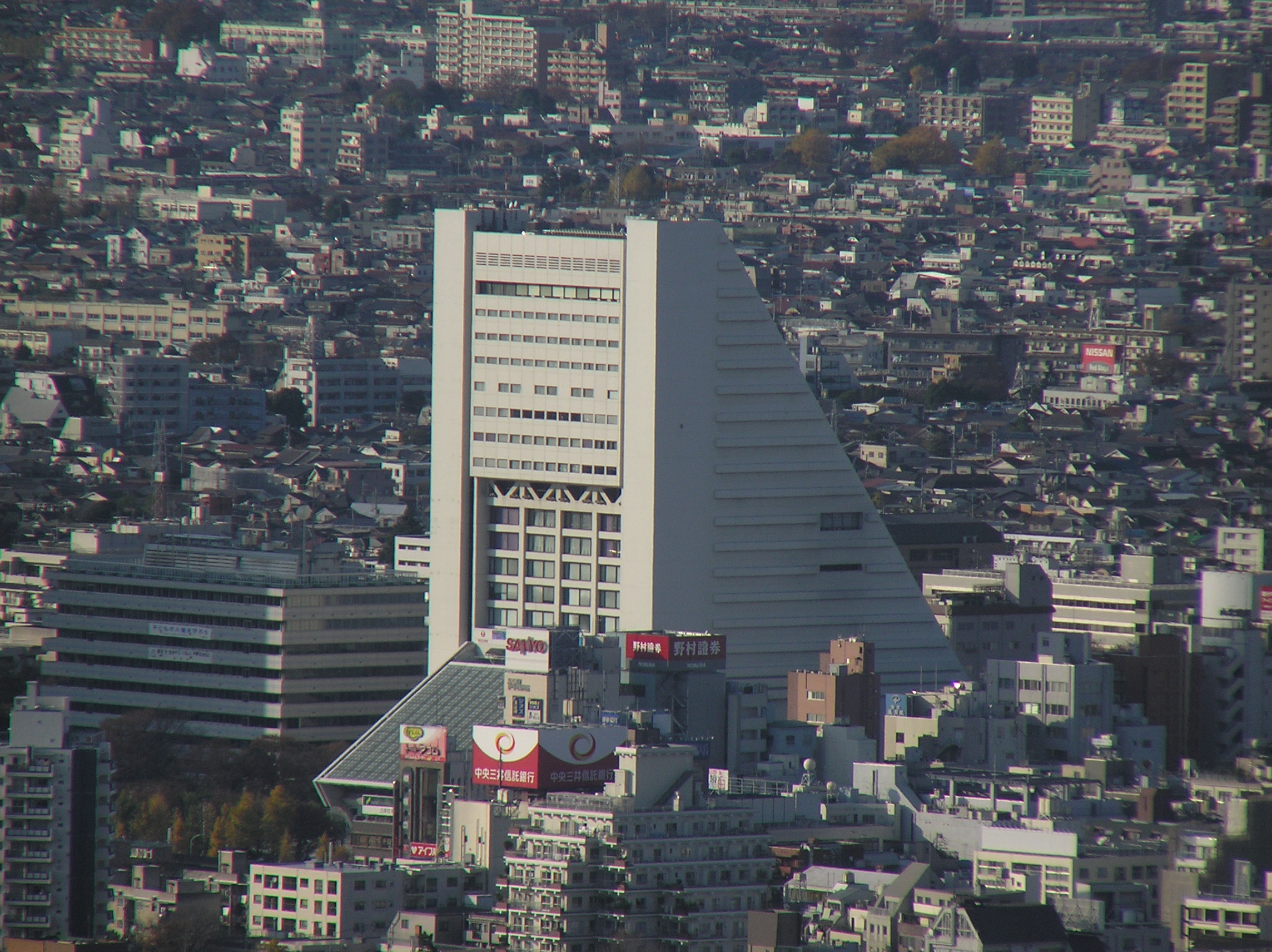
Nakano Sun Plaza, Tokio

## Hintergrund
Das Album Sleeper ist nach Belonging (aufgenommen und veröffentlicht bei ECM 1974), My Song (aufgenommen 1977 und veröffentlicht bei ECM 1978), Nude Ants (aufgenommen und veröffentlicht bei ECM 1979) und Personal Mountains (aufgenommen 1979 und veröffentlicht bei ECM 1989) das fünfte Album in der sehr kleinen Diskografie des Europäischen Quartetts. Während es sich bei den Alben Belonging und My Song um Studioaufnahmen des handelt, sind die drei Alben Personal Mountains, Sleeper und Nude Ants Liveaufnahmen. Zwei der Alben – Personal Mountains und Sleeper – stammen von der letzten gemeinsamen Tournee in Japan und Nude Ants wurde in New York im Village Vanguard aufgenommen.
Zu den drei Live-Alben des Europäischen Quartetts äußert sich Wolfgang Sandner, der deutsche Biograf von Keith Jarrett, wie folgt: „Man gewinnt ... den Eindruck, dass sich Keith Jarrett besonders wohl in der Gesellschaft von Jan Garbarek fühlt, mit dem er sich mühelos austauscht und in einen ständigen Dialog tritt, offenbar befreit von der Verantwortung musikalischer Alleingänge. Immerhin liegen zwischen Belonging und diesen drei Aufnahmen ja fünf Jahre, in denen Jarrett die Welt in Erstaunen versetzt hat mit monumentalen Solo-Einspielungen wie dem Köln Concert und den Sun Bear Concerts, mit Kompositionsaufträgen für symphonische Ensembles und spektakuläre Ausflüge in die Benediktinerabtei Ottobeuren zur Barockorgel von Karl Joseph Riepp.“ Die drei Aufnahmen mit Garbarek, Danielsson und Christensen aus dem Jahr 1979 wirken auf Sandner „auch wie ein nochmaliges euphorisches Aufbäumen vor dem endgültigen Abtritt des ‚Europäischen Quartetts‘, von dem man sich gewünscht hätte, dass es länger zusammengeblieben wäre. Personal Mountains wurde 1979 in Tokio live aufgenommen, aber erst zehn Jahre später veröffentlicht, wohl deshalb, weil Jarrett und Eicher zuvor die Live-Aufnahme Nude Ants aus dem Village Vanguard herausgebracht hatten, die zur Hälfte dieselben Stücke, natürlich in anderen Versionen, enthält. Das Album Sleeper wiederum, das bei derselben Gelegenheit wie Personal Mountains entstand, kombiniert im Wesentlichen das Material der beiden anderen Aufnahmen, es kam aber erst im Jahr 2012 zur Veröffentlichung. Man hat also in diesem Falle zweimal, manchmal sogar dreimal dasselbe Stück in jeweils anderen Versionen aus demselben Jahr vorliegen und kann sich wie sonst kaum einmal ein Bild machen von den schier unbegrenzten improvisatorischen Fähigkeiten aller vier Musiker wie im Besonderen Keith Jarretts. Wüsste man nicht, dass es sich um dasselbe Stück handelt, und könnte man von dem gleichbleibenden formalen Rahmen abstrahieren, dann müssten einem die Aufnahme von Personal Mountains auf der gleichnamigen Einspielung und die Version desselben Stücks auf Sleeper wie zwei verschiedene Werke erscheinen, zumindest was die improvisatorische Wiedergabe betrifft. Es sind Lehrstücke stupender Variationskunst.“ Und Ian Carr, der englische Biograf von Keith Jarrett, schreibt über die Bedeutung des Europäischen Quartetts in seiner 1991 erschienenen Biografie Keith Jarrett: The Man And His Music: „Der Einfluss dieses Quartetts steht seiner Kurzlebigkeit diametral gegenüber. Musiker aller Instrumentengattungen wurden von Keith Jarretts Arbeiten im Allgemeinen beeinflusst und inspiriert, aber auch ganz besonders von diesem Quartett. Das europäische Quartett löste sich auf, als es den Zenit seiner Kreativität erreicht hatte.“

## Die Mitwirkenden

### Die Musiker und ihre Instrumente
- Keith Jarrett – Piano und Perkussion
- Jan Garbarek – Tenorsaxophon, Sopransaxophon, Flöte und Perkussion
- Palle Danielsson – Kontrabass
- Jon Christensen – Schlagzeug und Perkussion

### Der Produktionsstab
- Sascha Kleis – Design
- Terje Mosnes – Photographie
- Jan Erik Kongshaug – Aufnahme und Abmischung
- Manfred Eicher – Abmischung und Produzent

## Die Titelliste
- Keith Jarrett: Rio (ECM 2290/2291 (370 5570))[2]

CD 1
1. Personal Mountains – 21:12
2. Innocence – 10:47
3. So Tender – 13:27

CD 2
1. Oasis – 28:13
2. Chant of the Soil – 14:52
3. Prism – 11:15
4. New Dance – 7:07

Alle Kompositionen stammen von Keith Jarrett.

## Die Rezeption
Die Rezeption des Albums in den deutschsprachigen Medien ist sehr positiv:
Peter Rüedi schreibt in der Weltwoche: „Die Musik ist von einer derartig integrierten Dichte, einer überbordenden offenen Spielfreude und gleichzeitigen Kompaktheit, dass der Vergleich mit den bekannten Versionen die spontane Frische und Erfindungskraft exemplarisch vorführt. Gegenwart pur. Jarrett-Monograf Carr hat recht. Die Bedeutung dieses Quartetts war, nein: ist noch umgekehrt proportional zu seiner Kurzlebigkeit.“ Susanne Westerholt kommentiert im Online Musik Magazin: „Tut irgendwie gut, sich diese Musik anzuhören. Angesichts der aktuell eher gedämpften und zurückhaltenden Stimmung, allgemein und in der Musik, staunt man über die Intensität der Energie und über die Aufbruchstimmung, die in dieser Musik steckt. Die Aufnahme ist zweifellos von unschätzbarem Wert; sie zeigt das ‚European Quartet‘ auf dem Zenit seiner Schaffenskraft. Es wäre allerdings bestimmt nicht verkehrt gewesen, diese Perle des Jazz als vollständigen Konzertmitschnitt etwas früher zu veröffentlichen.“ Jazz-fun.de meint: „Das Live-Dokument einer großen Band auf dem Zenith ihres Könnens ... ‚Sleeper‘ ist das Überraschungsalbum des Sommers und setzt die Reihe der erfolgreichen Veröffentlichungen dieser Ausnahmebesetzung ... eindrucksvoll fort.“ Jazzecho findet: „33 Jahre lang schlummerten diese Live-Aufnahmen ... in den Tonarchiven. ... Und besser hat man dieses inspirierte Ensemble noch nie zuvor gehört!“ Und die Zeitschrift Stereo wertet: „Die 33 Jahre alte Aufnahme aus der Konzerthalle des Nakano Sun Hotels in Tokyo darf man getrost als Juwel bezeichnen.“
Die Rezeption in den englischsprachigen Medien ist umfangreich und ebenfalls ausschließlich positiv:
John Fordham vergibt in The Guardian fünf von fünf Sternen und schreibt: „Dieses spannende Doppelalbum ist ein bisher unveröffentlichtes Konzert aus Tokio 1979, und man hört Keith Jarretts ‚Europäisches Quartett‘ mit Jan Garbarek an Saxophon und Flöte, seinem norwegischen Landsmann Jon Christensen am Schlagzeug und dem schwedischen Bassisten Palle Danielsson. Die Band hat ihr letztes Live-Album, Personal Mountains, bei der gleichen Tour aufgenommen – dieses Album bringt viele der gleichen lebendigen Jarrett-Kompositionen und ist das bessere Album-Set. Aber man muss diese Geschichte nicht kennen, um die Überschwänglichkeit der Band über Jarretts neckender, hart-rockender Begleitung zu hören, Garbareks schroffe Kraft und die Energie und Freiheit der Rhythmusgruppe.“ Für Mike Hobart in Financial Times ist es „ein zusätzliches Must-Have zum Jarrett-Kanon.“ Für Christian Genzel von Allmusic ist „Sleeper ... ein weiteres bemerkenswertes Dokument des kreativen Wechselspiels zwischen diesen vier Musikern.“ Stephen Graham findet in Jazzwise: „Auch wenn die Band sich nie mehr wieder vereint, dies ist nicht nur ein Andenken an eine Gruppe, die nicht viele Alben aufgenommen hat, es hat Tiefgang, ist manchmal beunruhigend intensiv mit langanhaltenden Improvisationen über fesselnde Themen.“ John Kelman schreibt in seinem Review bei All About Jazz: „Wenn Jarrett, Garbarek, Danielsson und Christensen jetzt auch an ganz verschiedenen Orten sind, bleiben sie unauslöschlich von den Erfahrungen geprägt, die sie geteilt haben - und der Musik, die sie gemacht haben - in dieser ganz besonderen und unvergesslichen Gruppe.“ John Eyles äußert sich bei BBC Online folgendermaßen: „Sleeper muss nun als das beste Live-Album dieses Quartetts betrachtet werden. Das Zusammenspiel von Jarrett’s Klavier mit Garbareks Blasinstrumenten ist sehr inspirierend. Sie ergänzen sich perfekt ... Das Ergebnis ist ein sehr abwechslungsreiches Album, dazu bestimmt einer der Edelsteine in Jarretts großer Diskographie zu sein.“ Auch für Peter Quinn von theartsdesk.com: „ist Sleeper ... ein unvorhergesehenes Juwel in der umfassenden Diskographie des Pianisten.“ Die New York Times meint: „Herr Jarrett spielt mit herrlicher Präzision, auch wenn er sich in Ekstase spielt und Jan Garbarek strahlt schillernde Gelassenheit auf dem Tenorsaxophon aus. Und der stürmische Fluss der Rhythmus-Gruppe mit Palle Danielsson am Bass und Jon Christensen am Schlagzeug hätte alleine einen Preis verdient, wenn es nicht so untrennbar vom Ganzen wäre.“ Und David Weininger findet im Boston Globe: „Das sind Lichtblitze dieser Band auf dem Höhepunkt ihres Könnens, die die Hoffnung wecken, dass mehr solche Edelsteine darauf warten, entdeckt zu werden.“